# Кастел ди Йери
Кастѐл ди Йѐри (на италиански: Castel di Ieri) е село и община в Южна Италия, провинция Акуила, регион Абруцо. Разположено е на 519 m надморска височина. Населението на общината е 343 души (към 2010 г.).